# República Popular de Kubán
La República Popular de Kubán (en ucraniano: Кубанська Народна Республiка, Kubanska Narodna Respúblika; en ruso: Куба́нская Наро́дная Респу́блика, Kubánskaya Naródnaya Respúblika) fue un estado antibolchevique que comprendía el territorio del Kubán de la actual Federación Rusa durante la guerra civil rusa.
La república fue proclamada por la Rada de Kubán el 28 de enero de 1918 y declaró su independencia el 16 de febrero del mismo año. La República Popular de Kubán incluiría todo el territorio del anterior óblast de Kubán del Imperio ruso. Desapareció el 20 de marzo de 1920.
La región también fue conocida como Ucrania Frambuesa durante la guerra de Independencia de Ucrania.

## Historia

### Antecedentes
Durante el Imperio ruso, la región del Kubán era un territorio cosaco. Como muchas provincias similares, su demografía difiere de las gobernaciones comunes del Imperio. Las regiones occidentales pertenecían a los descendientes de la hueste de cosacos del Mar Negro de Ucrania de 1792. El área meridional y oriental estaban constituidas por la hueste de los Cosacos de la Línea del Cáucaso, descendientes de los cosacos del Don.
Históricamente, los cosacos de Kubán fueron formados para proteger las fronteras rusas de los pueblos de la montaña con los que se había entablado la Guerra del Cáucaso que duró seis décadas. Los cosacos, durante años, habían enviado grandes contingentes de tropas para luchar del lado del Ejército Imperial Ruso. A cambio de su lealtad vivían exentos de impuestos en un modo semiindependiente con varios privilegios. La naturaleza militar de su estilo de vida se reflejaba en la administración de la región, donde las stanitsas substituían a los tradicionales pueblos rusos, poseyendo mucha más autonomía que estos últimos y pudiendo elegir un atamán local o comandante.
No obstante, durante las reformas del zar Alejandro II de Rusia, se realizaron fuertes inversiones en el pacificado óblast de Kubán y se incrementó de forma extensiva la migración de campesinos de las provincias de Rusia, Armenia y Ucrania para cultivar la tierra. La cuestión de la propiedad de la tierra causó numerosas fricciones entre los campesinos y los cosacos, resultando a menudo en la acción de los últimos para asegurar su propiedad.

### Revolución de Febrero
Tras la Revolución de Febrero de 1917 en Petrogrado, el ineficiente Gobierno Provisional Ruso decidió prolongar su participación en la crecientemente impopular Primera Guerra Mundial. Como resultado, el Ejército Imperial Ruso comenzó a colapsarse. Las unidades de cosacos del Kubán desertaban de las líneas del frente y volvían a casa para proteger sus casas de una amenazante invasión turca desde el Sur.
Durante el Imperio ruso, el Kubán estaba directamente administrado por un atamán nombrado directamente por el zar (Nakaznói Atamán), usualmente un apto general no cosaco. Con la abdicación del soberano, el consejo gobernante del Kubán, la Rada de Kubán (parlamento) en marzo de 1917 se proclamó a sí misma como único cuerpo administrativo con intenciones de crear un gobierno militar que tendría el control del Kubán, y el 17 de junio de ese año proclamó la República Popular de Kubán dentro de la futura RSFS de Rusia.

### República Nacional Independiente de Kubán

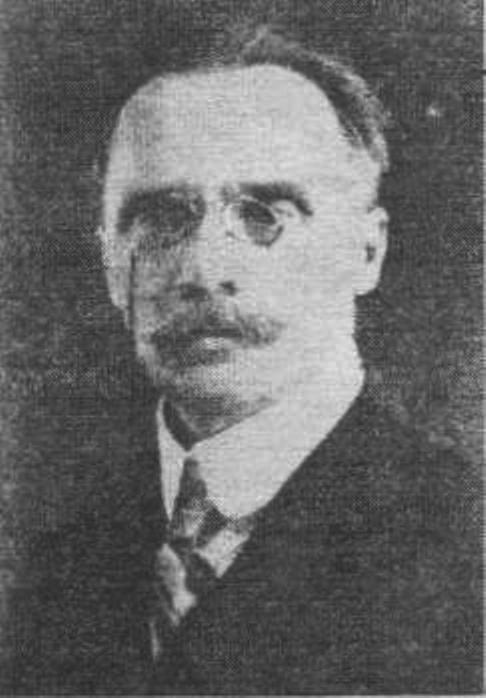
Luká Bych, el primer presidente de la República Popular de Kubán.

Del 30 de abril al 3 de mayo de 1917 en Yekaterinodar tuvo lugar una reunión de cosacos que formó un gobierno cosaco, el Consejo Militar de Kubán que eligió a Mikola Riabovil como su líder.
Con la Revolución de Octubre de 1917, la gente de Kubán se encontró dividida entre varios grupos. Los campesinos no cosacos estaban influidos por los bolcheviques y proclamaron la República Soviética de Kubán, que el mencionado Consejo consiguió reprimir. El 16 de febrero de 1918, la Rada de Kubán proclamó la independencia de la República Popular de Kubán de la Rusia bolchevique. Pocos días después del cierre de las sesiones, los miembros del Consejo votaron una resolución para unir el Kubán en una estructura federal con Ucrania con el gobierno conservador de Skoropadski. 
En marzo de 1918, tras la exitosa ofensiva de Lavr Kornílov, la Rada de Kubán fue restablecida y colocada bajo su autoridad. Los cosacos, anteriormente leales al Imperio ruso, se unieron al movimiento Blanco. Poco después de los tempranos éxitos del Ejército Voluntario que echó a los bolcheviques del Kubán, las líneas del frente se movieron al norte hacia el territorio del Don.
Esto afectó a la importancia de la Rada y en junio de 1918 comenzó a crecer la fricción entre el jefe del movimiento y los cosacos. En particular, el principal foco estaba entre los cosacos del mar Negro, Chernomortsi, y los cosacos de la Línea del Cáucaso, Lineitsi. Los primeros, hartos de los infructuosos intentos de las diferentes autoridades, buscaban la independencia total del Kubán. Los últimos continuaban creyendo en un estado ruso refundado.

### Guerra Civil Rusa
Como el pueblo estaba descontento con las luchas pasadas sobre la tierra, la idea de un futuro estado cosaco era inapropiada para muchos. Antón Denikin estaba cada vez más insatisfecho con una Rada cada vez más aislada. La Rada decidió primero volverse hacia Ucrania para una unión federal con el hetman Pavló Skoropadski, y tras su caída, entró en una unión similar con la República Democrática de Georgia, mientras sus enviados al extranjero en Francia proclamaba la independencia de Rusia. Algunos cosacos dejaron el gobierno, y otros se pasaron al Ejército Rojo.
En diciembre de 1918, la Rada envió una delegación encabezada por el presidente Luká Bych a la Conferencia de Paz de París (1919). En abril la delegación llevó adelante su petición de ayuda internacional para el Kubán como estado independiente para ser defendidos del bolchevismo y anunció su ruptura con Denikin y su rechazo a seguir cooperando con el movimiento Blanco. Nada de esto satisfizo a la Triple Entente. No obstante, la República Popular de Kubán fue, sin embargo, de jure reconocida por la República Popular Ucraniana, el Imperio alemán, el Imperio otomano, la República Democrática de Georgia, y la República de las Montañas del Cáucaso Septentrional.
Denikin el 6 de noviembre de 1919 ordenó que se rodeara el edificio de la Rada, y con la ayuda del Atamán Aleksandr Filimónov arrestó a diez de sus miembros, incluyendo a P. Kurganski su primer ministro, que fue públicamente colgado por traición. La mayoría de los cosacos se unieron a Denikin y lucharon en las filas del Ejército Voluntario. En diciembre de 1919, tras la derrota de Denikin, quedaba claro que los bolcheviques se harían con el Kubán, por algunos de los grupos separatistas intentaron restaurar la Rada y desligarse del Ejército Voluntario y luchar contra los bolcheviques en alianza con otros gobiernos como la República Popular de Ucrania y la República Democrática de Georgia. No obstante, a principios de 1920, el Ejército Rojo tomó la mayor parte del Kubán.

## Demografía
|  | 90-75% 75-50% 50-25% | 25-10% 10-5% 5-2% |

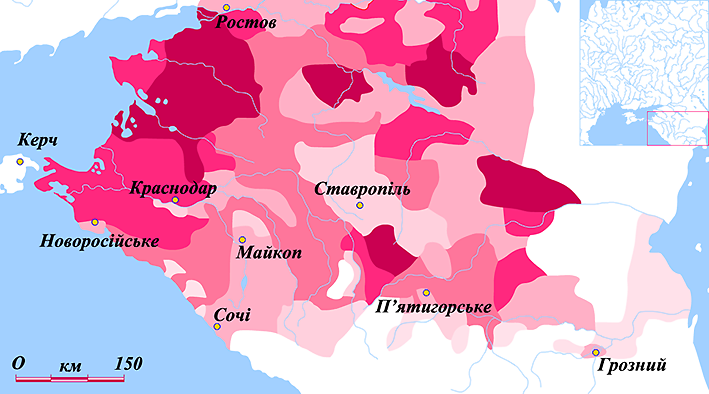
Región de Kubán habitada por ucranianos en 1926.
90-75%
75-50%
50-25%
25-10%
10-5%
5-2%

La república de Kubán estaba habitada principalmente por ucranianos y rusos.

## Legado
Tanto los historiadores soviéticos como los rusos vieron la decisión de la República Popular de Kubán de romper con el movimiento Blanco como una puñalada por detrás en un momento crítico durante la guerra civil rusa. El acto es percibido como una de las importantes contribuciones a la victoria final bolchevique.